# Пригородний (Барнаульський міський округ)
При́городний (рос. Пригородный) — селище у складі Барнаульського міського округу Алтайського краю, Росія.

## Населення
Населення — 2953 особи (2010; 2624 у 2002).
Національний склад (станом на 2002 рік):
- росіяни — 93 %